# Семьон Будьони
Семьон Миха̀йлович Будьони (на руски: Семён Миха̀йлович Будённый) е съветски военачалник, командир на 1-ва конна армия, герой от революцията, сред първите маршали на Съветския съюз, 3 пъти герой на СССР.

## Биография
Роден е на 25 април 1883 г. в бедно селско семейство на територията на днешна Ростовска област. Член е на ВКП(б) от 1919 г.
През 1903 г. е призован в армията. Отбива военната си служба в Приморския драгуновски полк, където остава да служи на свръхсрочна служба. Участва в Руско-японската война 1904 – 1905 г. в състава на Донската дивизия.
През 1907 г. – като най-добър кавалерист на полка, е изпратен в Петербург във висшата кавалерийска школа за подофицери, която завършва през 1908 г. Продължава да служи до 1914 г. в Приморския драгунски полк. Участва в Първата световна война като унтерофицер в 18-и северен драгунски полк на Германския, Австрийския и Кавказки фронт. Награден 4 пъти с Георгиевски кръст за храброст и с 4 медала.
През лятото на 1917 г. пристига в Минск заедно с Кавказката дивизия. Там е избран за председател на полковия комитет и заместник-председател на дивизионния комитет. През август участва в разоръжаването на ешелоните на Корниловските войски в гр. Орша. След Октомврийската революция се завръща в родното си място – на Дон, станция Платовска (днес Будьоновска), където е избран за член на изпълнителния комитет на Селския окръжен съвет и е назначен за завеждащ земеделския отдел.
През февруари 1918 г. Будьони създава революционен конен отряд, действащ против белогвардейците на Дон. Отрядът прераства в полк, бригада, а след това в кавалерийска дивизия, действаща успешно през 1918 – 1919 г.
През 1919 г. в младата Червена армия е създадено първото крупно кавалерийско съединение – Конен корпус под командването на Будьони, играещ главна роля в разгрома на Кавказката армия на генерал Пьотър Николаевич Врангел. Във Воронежко-Касторненската операция същата година заедно с 8-а армия разбива Казашката армия на генералите Константин Мамонтов и Андрей Шкуро. Победата на Конния корпус над войските на генерал Антон Иванович Деникин при Воронеж ускорява разгрома на войските при Дон.
На 19 ноември 1919 г. командването на Южния фронт, на основание решението на Висшия военен съвет на републиката, преименува Конния корпус в Първа конна армия, с командир Будьони, която той ръководи до 1923 г. 1-ва конна армия играе важна роля в Гражданската война в Северна Таврия и Крим. Претърпява и поражение от генерал Юзеф Пилсудски в Съветско-полската война.
От 1921 до 1923 г. Будьони е и заместник-командващ Севернокавказкия военен окръг. Помага много в организирането и построяването на много конезаводи.
След 1923 г. е назначен за помощник-главнокомандващ на Червената армия по кавалерията и е член на Революционния военен съвет на СССР и главен инспектор на кавалерията. През 1932 г. завършва Военната академия „М. В. Фрунзе“ в Москва.
На 22 септември 1935 г. в СССР са въведени нови военни звания. През ноември 1935 г. Съветът на народните комисари на СССР дават новото най-висше офицерско звание „маршал на Съветския съюз“ на 5 изтъкнати пълководци. В това число е и Семьон Будьони.
В предвоенните години командва Московския военен окръг и е член на Главния военен съвет на СССР. От 1939 година е заместник на народния комисар на отбраната и негов първи заместник от август 1940 г.
По време на Втората световна война е член на Върховното главно командване и участва в отбраната на Москва. Командващ е на групата армии в резерв (юни 1941), след това е командващ на Северно-Кавказкия фронт до август 1942] година.
От януари 1943 г. е командващ кавалерията на Съветската армия, а от 1947 до 1953 г. е заместник-министър на селското стопанство по коневъдството. От 1953 до 1954] г. е главен инспектор на кавалерията, а от 1954 г. е член на групата генерални инспектори на Министерството на отбраната на СССР.
С укази на Президиума на Върховния съвет на СССР (от 1 февруари 1958, 24 април 1963 и 22 февруари 1968) е удостоен със званието герой на Съветския съюз. Член на ЦК на КПСС от 1939 до 1952 г. Депутат във Върховния съвет на СССР.
Умира на 90-годишна възраст на 26 октомври 1973 г.
Погребан е в Москва в Некропола на Кремълската стена на Червения площад. На гроба му е издигнат паметник. Бронзов бюст и паметник са поставени и в гр. Ростов на Дон. В негова чест гр. Прикумск, Ставрополски край е наименуван Будьонновск.

## Награди
- 7 ордена „Ленин“:
  - 23 февруари 1935 г. № 881
  - 17 ноември 1939 г. № 2376
  - 24 април 1943 г. № 13136
  - 21 февруари 1945 г. № 24441
  - 24 април 1953 г. № 257292
  - 1 февруари 1958 г. № 348750
  - 24 април 1958 г. № 371649
- 6 ордена „Червено знаме“ (№ 4150, № 390/2, № 100/3, № 42/4, № 2/5, № 299579)
- Орден „Суворов“ I степен (№ 123)